# Lamperth Mónika
Lamperth Mónika (Bácsbokod, 1957. szeptember 5. –) jogász, MSZP-s politikus, korábbi országgyűlési képviselő, korábbi belügyminiszter, majd önkormányzati és területfejlesztési miniszter, később szociális és munkaügyi miniszter.

## Életpályája
1981-ben Pécsett, a Janus Pannonius Tudományegyetemen szerzett jogi diplomát.
1981-től Kaposvárott a megyei tanács munkatársa, 1991-től megyei önkormányzati osztályvezető. 1992-től az Alpok-Adria Munkaközösség irodaigazgatója.

## Politikai pályafutása
1971-től 1988-ig KISZ-tag volt, 1987-ben belépett az állampárt MSZMP-be. 1989. december 7-én átlépett a frissen alakult MSZP-be. 1990-ben a helyhatósági választásokon a kaposvári szocialisták listavezetője, majd négy évre frakcióvezetője lett. Országgyűlési képviselő 1994-től, Kaposvár (Somogy 1. vk.) egyéni képviselője és az MSZP országos elnökségének tagja 1998 óta. A Baloldali Önkormányzati Közösség elnöke volt 1996 és 2002 között. Belügyminiszteri posztot töltött be 2002-től 2006-ig, 2006. június 9-től 2007. június 25-éig önkormányzati és területfejlesztési miniszter, 2007. június 25-től szociális és munkaügyi miniszter volt.
Gyurcsány Ferenc miniszterelnök a kisebbségi kormányzás kapcsán esedékes kormányátalakításkor menesztette miniszteri posztjáról, 2008. május 5-től utódja Szűcs Erika. Gyurcsány egyidejűleg az MSZP operatív irányításával bízta meg Lamperthet, aki a pártelnök kabinetfőnökeként dolgozott tovább. 2008 nyarától – Baja Ferenc utódjaként – az MSZP pártalapítványa, a Táncsics Mihály Alapítvány kuratóriumának elnöke lett.
2014-től 2019-ig XV. kerület polgármesteri hivatalának a jegyzője.

## Családja
Házas, két gyermeke Vera (1982) és András (1988). A férje Jegesy András ügyvéd.

## Díjai
- Magyar Esélyegyenlőségi Díj (2023)